# Araneus nordmanni
Araneus nordmanni là một loài nhện trong họ Araneidae.
Loài này thuộc chi Araneus. Araneus nordmanni được Tord Tamerlan Teodor Thorell miêu tả năm 1870.